# A969 road
Die A969 road ist eine A-Straße auf der schottischen Shetlandinsel Mainland.

## Verlauf
Die Straße zweigt an einem Kreisverkehr entlang der A970 im Süden der Inselhauptstadt Lerwick ab. Während die A970 entlang dem Westrand der Stadt geführt wird, bildet die A969 die Hauptverkehrsstraße im innenstädtischen Bereich. Als Scalloway Road verläuft sie entlang dem Südrand der Stadt. Nach 1,1 km erreicht die Straße einen Kreisverkehr im Südosten Lerwicks und knickt dort nach Norden ab, um zunächst als Church Road, dann als Esplanade entlang der innerstädtischen Hafenanlagen zu führen. Am Nordostrand knickt die A969 in westliche Richtung ab und wird als Commercial Road zurück zur A970 geführt. In diese mündet sie an einem Kreisverkehr im Nordwesten Lerwicks wieder ein.